# Will Sheff
Will Sheff (född 7 juli 1976) är sedan 1998 frontmannen för det Austin, Texas baserade indiebandet Okkervil River. Han kommer ursprungligen från Meriden, New Hampshire. Han är även ursprunglig medlem och låtskrivare (tillsammans med den tidigare medlemmen från Okkervil River Jonathan Meiburg) för Shearwater, ett annat band från Austin som startades 2001. Will Sheff ska ha varit en mobbare under sina skolår och på bandets hemsida skriver han att det finns inget som kan förlåta något sådant, inget.  